# 火把蟲屬
火把蟲屬為發現於中國帽天山頁岩寒武紀第三期的固著性葉足動物。

## 描述
火把蟲為外型類似蠕蟲的生物，體長可達90 mm（3.5英寸），身體大致分為前中後三段：前段包含了5對等長兩側長有剛毛的附肢；中段為身體，是前段或後段的五倍長；後段膨大呈梨形，於肛門處有三列爪勾。

## 分類學
火把蟲最早被認為是多毛綱的蠕蟲，也被認為可能屬於甲殼亞門舌形動物類，但可能性不高。在這之後，更多的化石證據顯示牠們可能屬於葉足動物。劉建妮等人將火把蟲與目前已知屬於葉足動物的神奇囉哩山蟲屬做比較。同時她們也注意到了火把蟲呈梨狀的後段與鰓曳動物門的吻端形狀類似，這也代表著原本僅發現吻部殘骸而被認為屬於鰓曳動物門的長形西山蟲（Xishania longiusula），實際所發現的部位是與火把蟲形似的膨大後段，也因此侯先光等人將長形西山蟲重新分類至火把蟲屬下。2020年，新發現的樣本發現火把蟲棲居於管狀結構內，是一種固著性類似現存巨型管蟲的囉哩山蟲科葉足動物，並具有膨大呈梨形的後段可以將自身固定於該管狀結構之中。

## 生態學
火把蟲最早被認為是一種掠食者，固著於海床上並用附肢捕捉游經的獵物，其中一個化石樣本的腸內曾發現有金臂蟲遺骸存在。然而在這之後所發現的化石顯示，火把蟲的生活形式可能與纓鰓蟲類似，是以濾食為主。